# Centrum Handlowe Klif w Gdyni

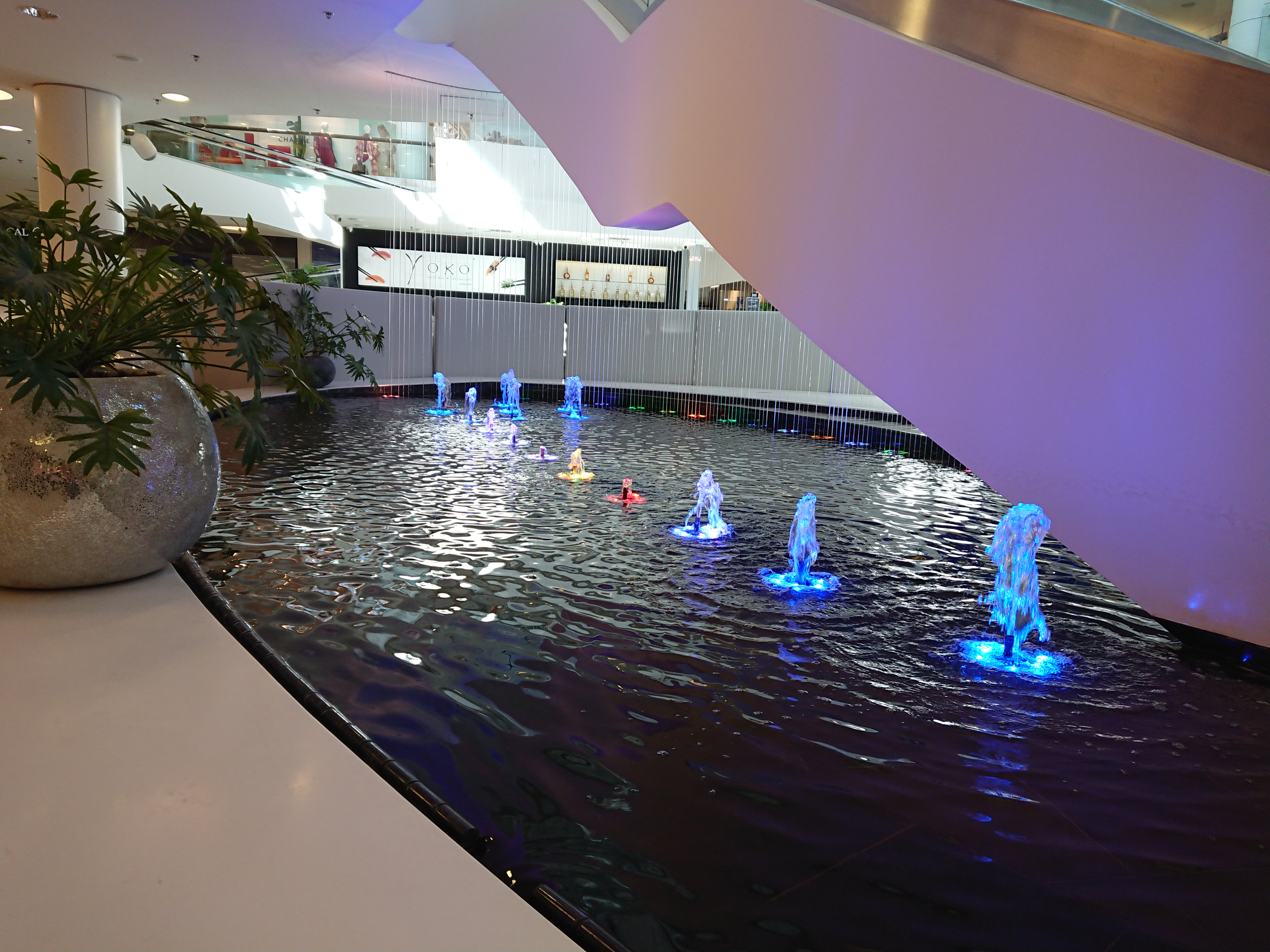
W środku galerii

Centrum Handlowe Klif – centrum handlowe w Gdyni-Orłowie, przy al. Zwycięstwa 256.

## Historia
Budynek z placem parkingowym zlokalizowano na terenie giełdy samochodowej działającej w tym miejscu do roku 1994. Jeszcze wcześniej teren ten stanowił miejsce giełdy warzywno-owocowej. Uroczyste otwarcie z udziałem królowej Norwegii Sonji nastąpiło 1 października 1996. Centrum otrzymało swoją nazwę od położonego w pobliżu klifu, charakterystycznego elementu krajobrazu tej dzielnicy Gdyni. W 1999 w Warszawie powstał drugi obiekt o tej samej nazwie. W 2009 roku obiekt został powiększony dwukrotnie. Otwarcie nowej części Centrum Handlowego Klif Gdynia odbyło się 13 maja 2009. Łączna powierzchnia Centrum po rozbudowie to 30 000 m². Wykonawcą rozbudowy była firma budowlana Warbud.

## Charakterystyka
W CH Klif Gdynia znajduje się ponad 160 sklepów oraz punktów usługowych i gastronomicznych rozmieszczonych na dwóch kondygnacjach. W rozbudowanym Klifie znalazło się 20 marek nowych w Trójmieście. Łącznie liczba sklepów została powiększona o 70, a liczba miejsc parkingowych wzrosła do 1200. Parking w Klifie dla klientów jest bezpłatny.
Do lutego 2008 miało tu swoją siedzibę Radio Eska Nord.
3 czerwca 2008 odbyła się uroczystość podpisania i wmurowania aktu erekcyjnego w nową część Centrum, w której wziął udział prezydent Gdyni Wojciech Szczurek.

## Dane techniczne
Inwestor: Paige Investments Sp. z o.o.
Zarządca: BNP Paribas Real Estate
Otwarcie Centrum: 1 października 1996 – (otwarcie nowej części: 3 marca 2010)
Powierzchnia handlowa: 20 000 m² + 10 000 m²